# دهمة
الدهمة  (باللاتينية: Monsonia) جنس نباتي يتبع الفصيلة الغرنوقية. يضم 14 نوعًا مقبولا وخمسين أخرى لم يتم حسم أمرها بعد. تنتشر كثير من أنواع الدهمة في الوطن العربي.

## من أنواعهاالواطنةفي الوطن العربي
1. الدهمة الثلجية (باللاتينية: Monsonia nivea) في بلاد الشام ومصر والمغرب العربي
2. دهمة رقيب الشمس (باللاتينية: Monsonia heliotropioides) في بلاد الشام ومصر والمغرب العربي
3. الدهمة العربية (باللاتينية: Monsonia arabica) في الجزيرة العربية

## معرض صور

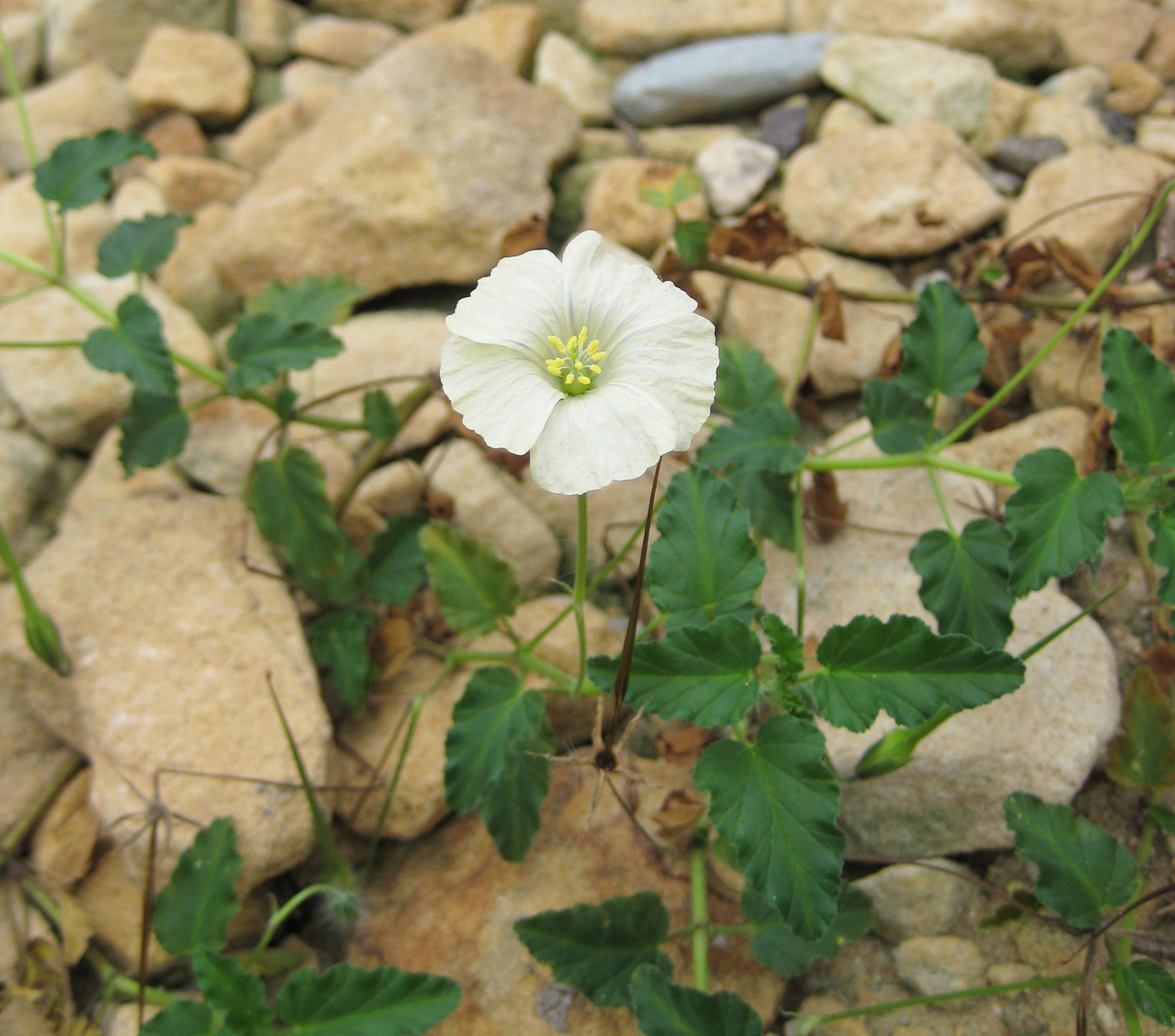
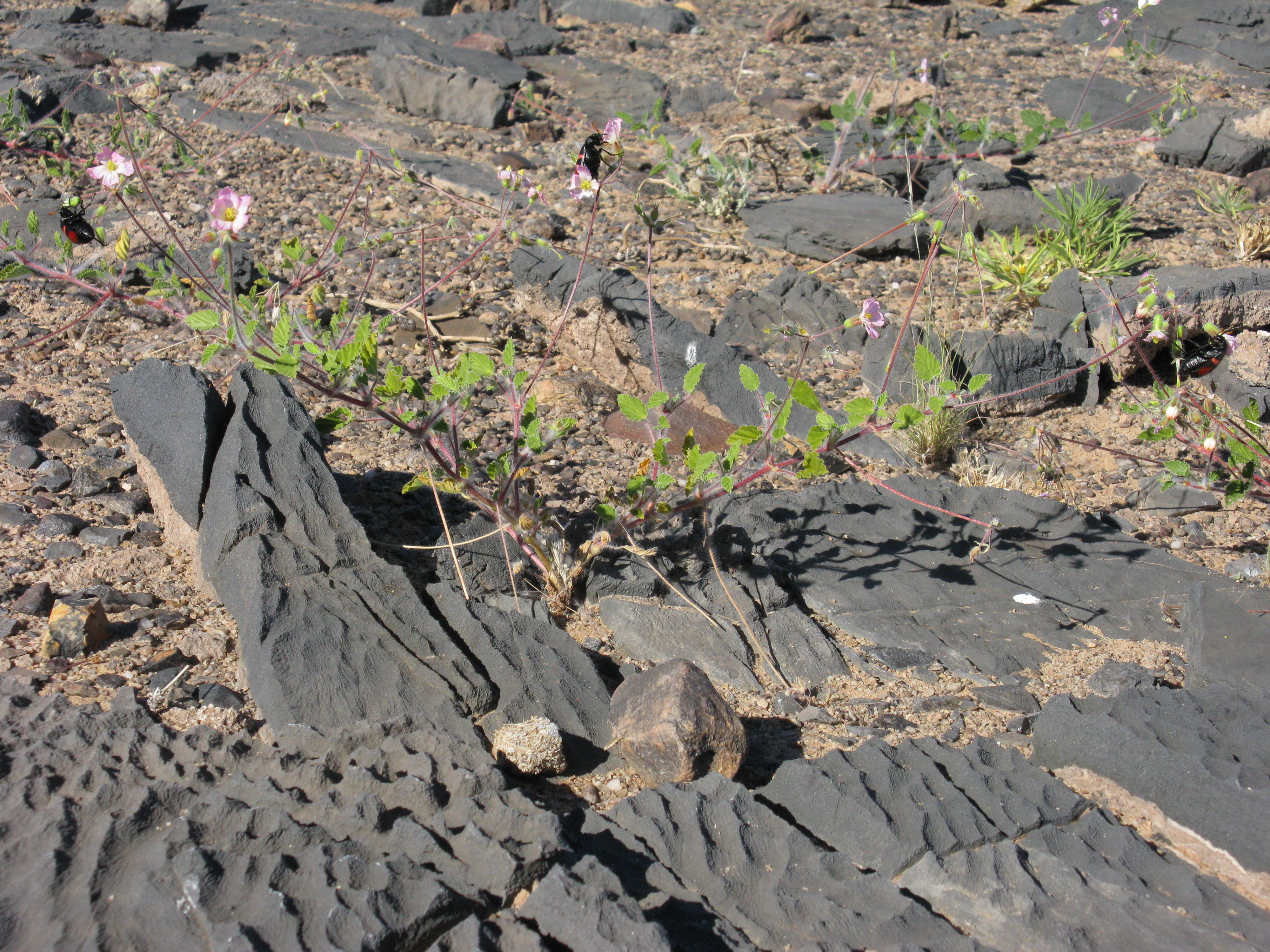
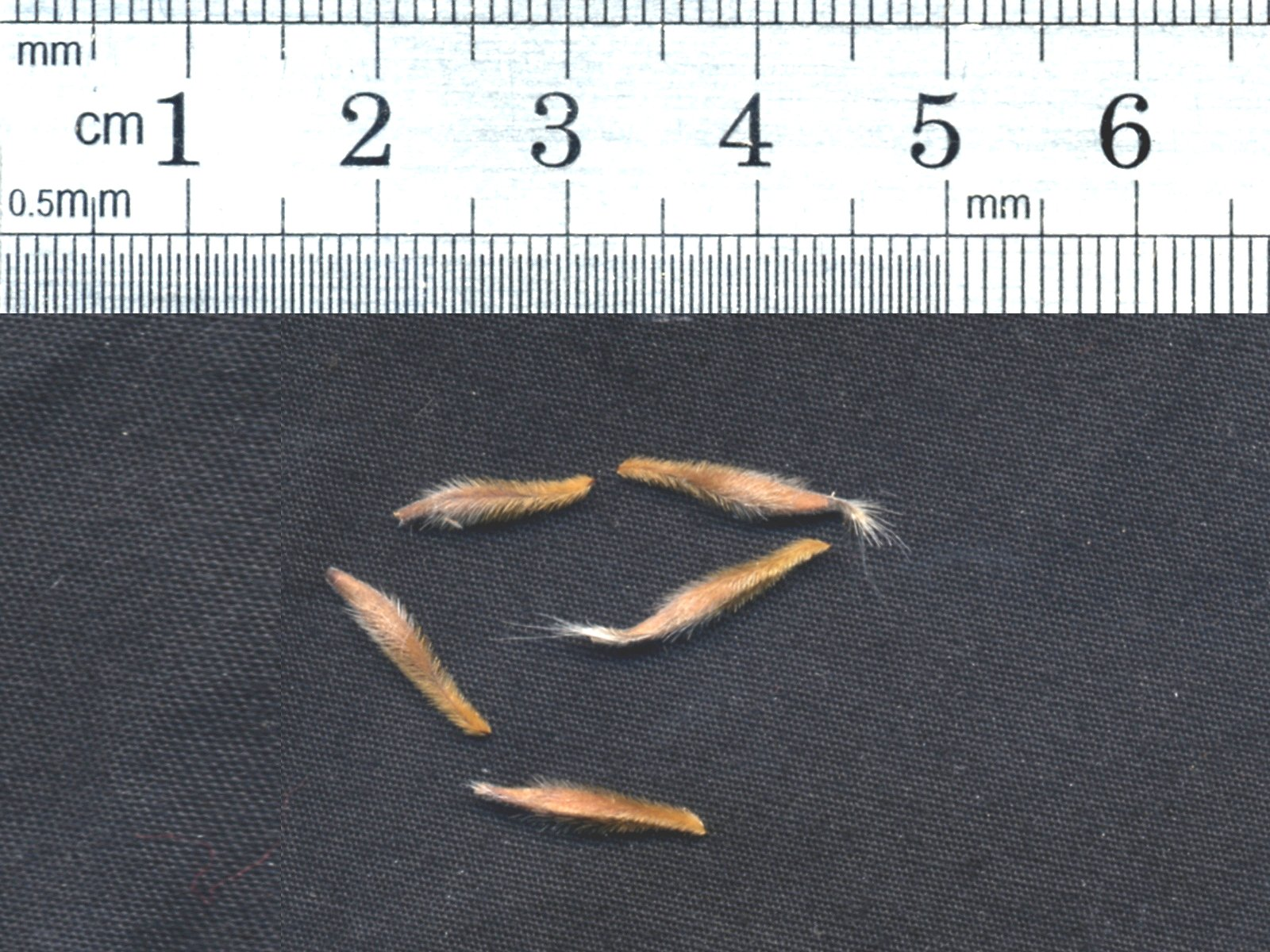
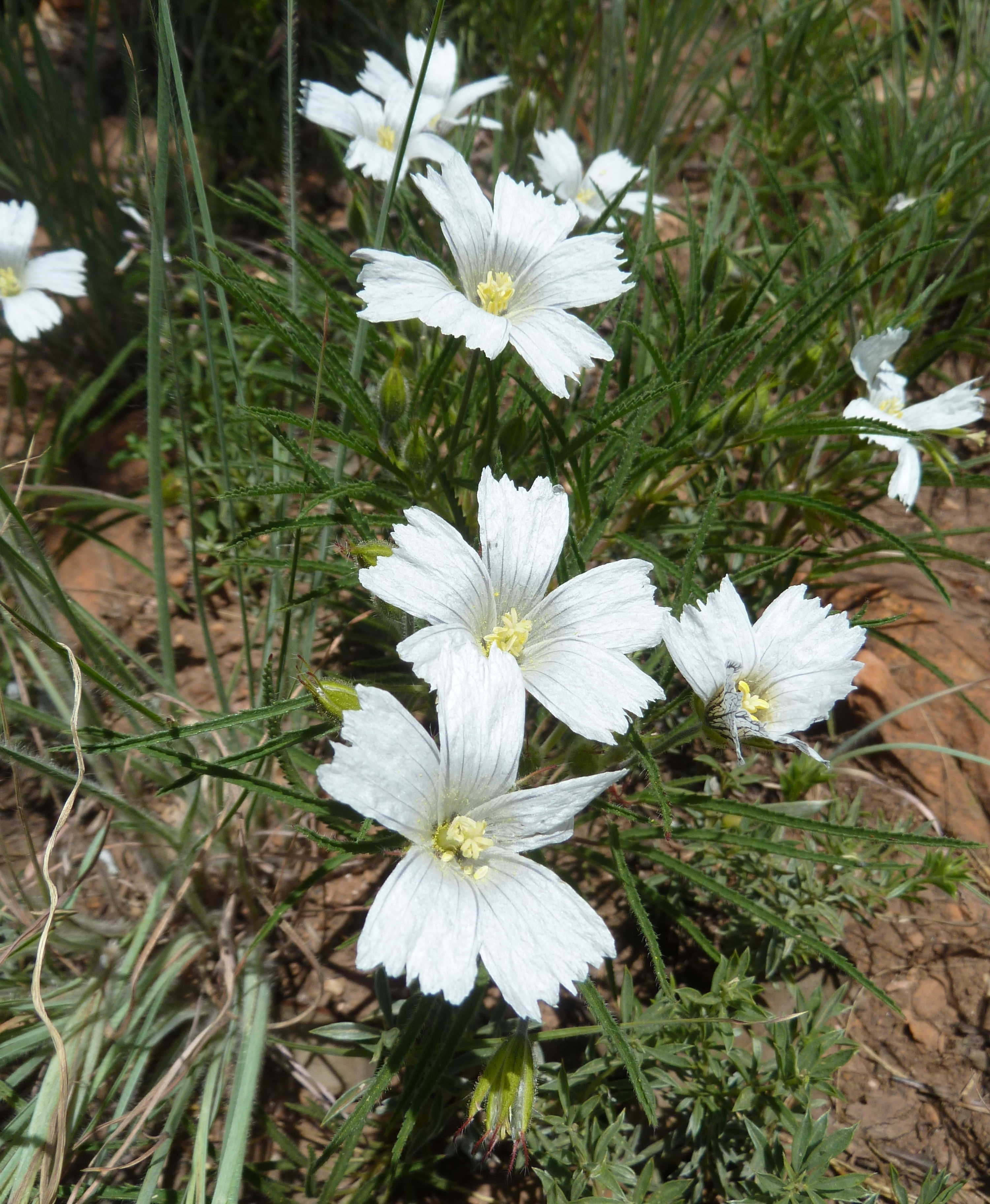
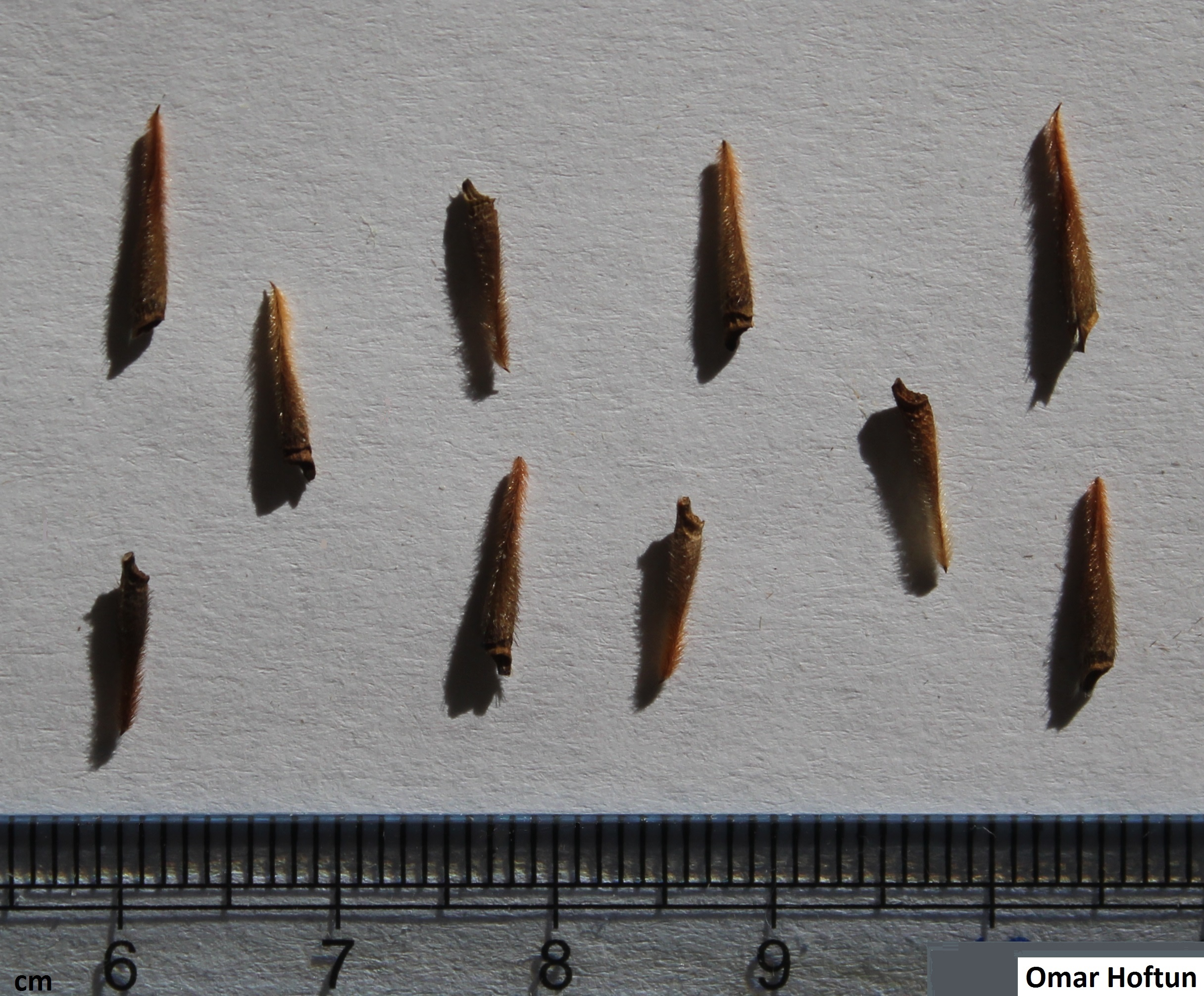